# Punicalagina
Punicalagina es un elagitanino, un tipo de compuesto fenólico. Se encuentra en las formas alfa y beta en las granadas ( Punica granatum ), en Terminalia catappa y Terminalia myriocarpa, y en Combretum molle, que es una especie de planta que se encuentran en Sudáfrica. Estos tres géneros son todos de Myrtales y los dos últimos son de la familia Combretaceae. 

## Efectos sobre la salud
Las punicalaginas son las moléculas más grandes halladas intactas en el plasma de ratas después de la ingestión oral y se encontró que no muestran efectos tóxicos en las ratas que recibieron una dieta del 6% de punicalaginas durante 37 días. Las punicalaginas también son el principal componente responsable de la actividad antioxidante del jugo de la granada.
Las punicalaginas son solubles en agua y tienen alta biodisponibilidad. Son conocidas por hidrolizar compuestos fenólicos más pequeños tales como el ácido elágico in vivo, donde hay un mecanismo potencial a través de la hidrólisis de la membrana mitocondrial de las células de colon humanas cultivadas.
Es un muy activo inhibidor de la anhidrasa carbónica.